# Henry Van Brunt

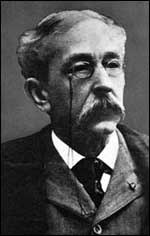
Henry Van Brunt

Henry Van Brunt (* 5. September 1832 in Boston, Massachusetts; † 8. April 1903 in Milton) war ein US-amerikanischer Architekt und Autor von Büchern und Aufsätzen über Architekturthemen.

## Leben
Der aus Boston stammende Van Brunt besuchte die Boston Latin School und erhielt 1854 einen Abschluss am Harvard College. Er war von 1854 bis 1857 Lehrling von George Snell und arbeitete anschließend in New York für Richard Morris Hunt. Während des Sezessionskriegs diente er in der United States Navy, die er am 15. Februar 1864 verließ und in das Privatleben zurückkehrte.
In den 1860er Jahren gründete Van Brunt gemeinsam mit William Robert Ware, den er in Harvard kennengelernt hatte, das Architekturbüro Ware & Van Brunt. Gemeinsam entwarfen sie eine Reihe von Gebäuden in Boston und Umgebung, darunter die Memorial Hall der Harvard University. 1869 heiratete er Alice S. Osborn und bekam mit ihr sechs Kinder. 1874 veröffentlichte er eine von ihm ins Englische übersetzte Version des Buchs Discourses on architecture von Eugène Viollet-le-Duc und schrieb in der Folge auch eigene Bücher.
1881 gab er die Partnerschaft mit William Ware auf und gründete mit seinem ehemaligen Angestellten Frank M. Howe das neue Unternehmen Van Brunt & Howe. Etwa sechs Jahre später verlegte er sein Büro von Boston nach Kansas City in Missouri, um räumlich näher bei den von seinem Unternehmen betreuten Aufträgen – unter anderem Bahnhöfe für die Union Pacific Railroad in Ogden, Denver und Omaha sowie Verwaltungsgebäude in Kansas City selbst – zu sein. Stilistisch werden seine Gebäude zum großen Teil der Neuromanik bzw. der nach Henry Hobson Richardson benannten Stilrichtung Richardsonian Romanesque zugeordnet.
1884 wurde er zum Officer des American Institute of Architects gewählt, zudem war er 1899 für ein Jahr Präsident der Organisation.
1902 kehrte Van Brunt nach Massachusetts zurück und starb ein Jahr später in Milton. Er wurde auf dem Cambridge Cemetery in Cambridge beerdigt.

## Arbeiten von Ware & Van Brunt (Auswahl)
| Jahr | Bauwerk                                                       | Ort                   | Bild | Bemerkungen                                                                  |
| ---- | ------------------------------------------------------------- | --------------------- | ---- | ---------------------------------------------------------------------------- |
| 1867 | Ether Monument                                                | Boston                |      | Denkmal im Boston Public Garden in Zusammenarbeit mit John Quincy Adams Ward |
| 1867 | First Church in Boston                                        | Boston                |      |                                                                              |
| 1868 | St. John’s Memorial Chapel der Episcopal Divinity School      | Cambridge             |      |                                                                              |
| 1869 | Adams Academy                                                 | Quincy                |      |                                                                              |
| 1870 | Memorial Hall                                                 | Cambridge             |      |                                                                              |
| 1870 | Weld Hall                                                     | Cambridge             |      |                                                                              |
| 1872 | Grabstätte von Charles Freeland auf dem Mount Auburn Cemetery | Cambridge / Watertown |      |                                                                              |
| 1875 | Walter Hunnewell House                                        | Wellesley             |      |                                                                              |
| 1881 | Yorktown Memorial                                             | Yorktown              |      | In Zusammenarbeit mit John Quincy Adams Ward                                 |
| 1881 | St. Stephen’s Memorial Episcopal Church                       | Lynn                  |      |                                                                              |

## Arbeiten von Van Brunt & Howe (Auswahl)
| Jahr      | Bauwerk                                                                    | Ort        | Bild | Bemerkungen                                      |
| --------- | -------------------------------------------------------------------------- | ---------- | ---- | ------------------------------------------------ |
| 1881–1883 | Bibliothek der University of Michigan                                      | Ann Arbor  |      | 1920 von Albert Kahn neu designed                |
| 1883      | Sein Wohnhaus in Cambridge                                                 | Cambridge  |      |                                                  |
| 1883      | William Washington Gordon Monument                                         | Savannah   |      | Kurzbeschreibung mit Bild                        |
| 1884      | Gebäude der First National Bank                                            | Portland   |      |                                                  |
| 1885      | Cheyenne Union Depot                                                       | Cheyenne   |      | Heute Standort des Wyoming Transportation Museum |
| 1887      | Hoyt Library                                                               | Saginaw    |      |                                                  |
| 1888      | Cambridge Public Library                                                   | Cambridge  |      |                                                  |
| 1890–1896 | Portland Union Station                                                     | Portland   |      |                                                  |
| 1893      | Electricity Building und Wyoming Building der World’s Columbian Exposition | Chicago    |      |                                                  |
| 1894      | Spooner Hall der University of Kansas                                      | Lawrence   |      |                                                  |
| 1895      | Denver Union Station                                                       | Denver     |      |                                                  |
| 1896–1898 | Hurst Hall der American University                                         | Washington |      |                                                  |
| 1904      | Palace of Varied Industries der Louisiana Purchase Exposition              | St. Louis  |      |                                                  |

## Werke (Auswahl)
- Eugène-Emmanuel Viollet-le-Duc: Discourses on architecture. James R. Osgood, Boston 1875, OCLC 697617645.
- Henry Van Brunt: On the present condition and prospects of architecture. In: Atlantic Monthly. Band 57, Nr. 341. Boston März 1886, OCLC 913339165, S. 374–384.
- Henry Van Brunt: Henry Hobson Richardson, Architect. In: Atlantic Monthly. Band 58, Nr. 349. Boston November 1886, OCLC 852165836, S. 685–693.
- Henry Van Brunt: Architecture in the West. In: Atlantic Monthly. Band 64, Nr. 386. Boston Dezember 1889.
- Henry Van Brunt: Greek lines and other architectural essays. Houghton, Mifflin and Company, Boston, New York 1893, OCLC 971536.